# Superračunalnik
Súperračunálnik (angleško supercomputer) je najhitrejša, najmočnejša vrsta računalnika, sposobna svoje osnovne ukaze izvršiti v pikosekundah (10-12 s), namesto v nanosekundah (10-9 s) kot večina drugih računalnikov.
Za doseganje teh izrednih hitrosti superračunalniki hkrati uporabljajo več procesorjev, poslužujejo pa se tudi različnih drugih tehnik, na primer ohlajanja procesorjev na zelo nizke temperature, kar omogoča hitro delovanje vezij brez težav s pregrevanjem. Superračunalniki se na primer uporabljajo pri napovedovanju vremena, dinamiki tekočin, aerodinamiki, termodinamiki (prenos toplote), umetni inteligenci, simulacijah v biologiji, kvantni kromodinamiki, ... Znani proizvajalci superračunalnikov so: CDC, Cray Research, Fujitsu, Hitachi, IBM, Intel, NEC, Thinking Machines.

## Zgodovina
Zgodovina superračunalnikov seže v 1960-a leta, ko je Seymour Cray z inovativnimi zasnovami in paralelizmom izdelal niz računalnikov v družbi Control Data Corporation (CDC). Ti računalniki so dosegali izredno računsko moč. Računalnik CDC 6600, izdelan leta 1964, v splošnem velja za prvi superračunalnik. CDC je bil trikrat hitrejši od svojega predhodnika IBM 7030 Stretch. Z zmogljivostjo približno 1 MFLOPS je bil med letoma 1964 in 1969 najhitrejši, ko ga je prehitel CDC 7600.
Cray je leta 1972 zapustil CDC in ustanovil svoje podjetje. Štiri leta kasneje je leta 1976 ponudil 80 MHz Cray-1, ki je postal eden najuspešnejših superačunalnikov. Cray-2, narejen leta 1985, je bil 8 procesorski kapljevinsko hlajeni računalnik, hladilno tekočino Fluorinert pa je med njegovim delovanjem črpala črpalka. Deloval je z zmogljivostjo 1,9 GFLOPS in bil najhitrejši do leta 1990.
V 1980-ih so imeli superračunalniki le nekaj procesorjev, v 1990-ih pa so se začeli pojavljati stroji z več tisoč procesorji, tako v ZDA kot na Japonskem, in so postavili nove rekorde računske zmogljivosti. Fujitsujev superračunalnik Numerical Wind Tunnel je uporabljal 166 vektorskih procesorjev in je imel leta 1994 največjo zmogljivost 1,7 GFLOPS na procesor. Hitachi SR2201 je leta 1996 dosegel rekord 600 GFLOPS in imel 2048 procesorjev povezanih prek hitre trirazsežne mreže. Intel Paragon je imel 1000 do 4000 procesorjev Intel i860 v različnih konfiguracijah in je bil leta 1993 najhitrejši. Paragon je imel zgradbo MIMD, v kateri so bili procesorji povezani s hitro dvorazsežno mrežo, kar je omogočalo, da se procesi izvajajo v odvojenih točkah in komunicirajo prek sistema MPI.

## Strojna oprema in arhitekture
Pristopi k superračunalniškim arhitekturam so se dramatično spremenili odkar so bili v 60-ih letih vplejani prvi sistemi. Zgodnje superračunaliniške arhitekture, ki so bile vpeljane s strani Seymour-ja Cray-a so temeljile na kompaktnih inovativnih pristopih ter lokalnemu paralelizmu za doseganje višjih zmogljivosti. Čez čas je potreba po povečanih računskih zmogljivostih pripreljala do dobe masivno paralelnih sistemov.
Medtem ko so superračunalniki v 70-ih uporabljali le nekaj procesorjev, so se v 90-ih začeli pojavljati sistemi z več tisoč procesorji. Proti koncu 20-ega stoletja pa so bili že ustaljeni masivno paralelni sistemi z več deset tisoč nespecializiranih (ang: off-the-shelf) procesorjev. Superračunalniki 21-ega stoletja lahko uporabljajo že več kot 100.000 procesorjev (nekateri tudi koprocesorje), ki so povezani z izjemno hitrimi povezavami.
Skozi desetletja, upravljanje z gosto toplotnega toka ostaja ključno vprašanje za večino centraliriziranih superračunalnikov. Veliko ustvarjene toplote, ki jo proizvede sistem ima lahko tudi druge vplive npr. krajšanje življenjske dobe sistemskih komponent. Bilo je že veliko različnih pristopov k reševanju tega problema od črpanja Fluorinerta skozi sistem do hibridnih hladilnih sistemov kot so »kapljevina-zrak« ali zračno hlajenje z klima]tskimi napravami.

### Poraba energije in upravljanje s toploto
Tipičen superračunalnik porabi velike količine električne energije, katere je večina spremenjene v toploto, ki jo je potrebno hladiti. Zgled, Tianhe-1A porabi 4,04 Megawatta električne energije. Cena napajanja in hlajenja sistema je zato zelo visoka, npr. 4 MW pri 0,7 €/kWh je 280 €/h kar znaša približno 2,5 milijona evrov na leto.
Upravljanje toplote je velik problem v kompleksnih elektronskih napravah, in vpliva na zmogljive računalniške sisteme na različne načine. Velika količina toplote ki jo ustvarja CPE in vprašanje odvajanja te toplote v superračunalništvu, presega te v tradicionalnih računalniških hladilnih tehnologijah. Nagrade, ki jih prejemajo superračunalniki za zeleno računalništvo odražajo to vprašanje.
Sestavljanje na tisoče procesorjev skupaj neizogibno ustvarja znatne količine toplote s katero je potrebno nekaj narediti. Cray 2 je bil vodno hlajen in uporabljal tako imenovan »hladilni slap« s Fluorinertom, ki je pod tlakom tekel skozi module. Vendar pristop potapljanja v hladilno tekočino ni bil praktičen za sisteme, ki so sestavljeni iz več omar in (ang: off-the-shelf) procesorjev. Zato so za System x v sodelovanjz s podjetjem Liebert razvili posebn hladilni sistem, ki je kombinacija klimatske naprave in vodnega hlajenja.
Energetska učinkovitost računalniških sistemov se običajno meri v FLOPS/Watt. Leta 2008 je IBMjev Roadrunner deloval pri 376 MFLOPS/Watt. Novembra 2010 je Blue Gene/Q dosegel 1684 MFLOPS/Watt. Junija 2011 sta najvišje dve mesti na lestivici »Green 500« zasedla Blue Gene računalnika v New Yorku z 2097 MFLOPS/W, tretje mesto je pa zasedel DEGIMA cluster v Nagasakiju z 1375 MFLOPS/W.

## Programska oprema in upravljanje

### Operacijski sistemi
Od konca 20-ega stoletja so superračunalniški operacijski sistemi doživeli precej sprememb. Medtem ko so bili prvi operacijski sistemi namensko narejeni z namenom doseganja čim boljših zmogljivosti so se trendi premaknili v prid generičnim operacijskim sistemom kot je na primer Linux.

### Programska orodja in message passing
Superračunalniške paralelne arhitekture pogosto zahtevajo uporabo posebnih programerskih prijemov, da se lahko izkoristi vsa računska moč, ki je na voljo. Porgramska orodja za paralelno procesiranje torej uporabljajo standardizirana razvojna okolja kot na primer MPI in PVM, VTL ter druge odprtokodne rešitve kot je na primer Beowulf.
Najpogosteje se uporabljajo okolja kot so PVM in MPI za redko povezane sestave in Open MPI za gosto povezane sestave z deljenim pomnilnikom. Veliko truda je potrebnega za optimiziranje algoritmov na med seboj povezanih strojih, namen tega je da se minimizra število neuporabljenih CPE-jev. GPGPUji imajo stotine jeder na eni plošči. Za upravljanje s takimi arhitekturami se uporabljajo programski jeziki kot so CUDA in OpenCL.

## Porazdeljeno superračunalništvo

### Oportunistični pristopi
Oportunistično superračunalništvo je oblika mrežnega računalništva (ang. grid computing), kjer »super virtualni računalnik« povezuje veliko prostovoljno povezanih računaniških naprav, ki morajo računati kompleksne računske probleme. Mrežno računalništvo (ang. grid comupting) je bilo uporabljeno za reševanje številnih problemov, ki zahtevajo paralelno reševanje z močjo superračunalnika.  Vendar pa osnovna omrežja (ang. basic grid) in računalništvo v oblaku, ki se zanašajo na prostovoljno ali globalno računalništvo ne zmorejo tradicionalnih superračunalniških nalog, kot so simulacije dinamike tekočin.
Najhitrejši sistem Mrežnega računalništva je računalniški projekt Folding@home. Marca 2012 je imel F@h 8,1 petaflopov x86 procesorske moči, od tega 5,8 petaflopa so prispevale stranke iz različnih grafičnih procesorjev, 1,7 petaflopa iz playstation 3 konzol, in ostalo iz različnih sistemov CPE.
BOINC platforma gosti številne porazdeljene računalniške projekte. Od maja 2011, je BOINC zabeležil več kot 5,5petaflopov procesorske moči s pomočjo več kot 480.000 aktivnih računalnikov v omrežju. Najbolj aktiven projekt (merjen po računski moči) je MilkyWay@home, ki uporablja 700 teraflopov preko več kot 33000 aktivnih računalnikov.
Od maja 2011, GIMPS (Great Internet Mersenne Prime Search  ali veliko internetno iskanje Mersennovega števila), ki računa Mersennovo število trenutno dosega približno 60 teraflopov preko več kot 25.000 registriranih računalnikov. Internet PrimeNet Server podpira pristop mrežnega računanja Mersennovega števila, enega prvih in najbolj uspešnih mrežnih računalniških projektov, od leta 1997.

### Kvazi-oportunistični pristopi
Kvazi oportunistično superračunalništvo je oblika porazdeljenega računalništva, kjer »super virtualni računalnik« sestavljen iz velikega števila geografsko razpršenih računalnikov povezanih v omrežje, opravlja računske naloge, ki zahtevajo ogromno procesorske moči. Namen kvazi-oportunističnega visoko zmogljivega računalništva je zagotavljati višjo kakovost storitve kot oportunistično omrežje z boljšim nadzorom nad dodeljevanjem nalog razpršenim virom in uporabo podatkov o razpožljivosti in zanesljivosti posameznih sistemov znotraj superračunalniškega omrežja.

## Merjenje zmogljivosti
V splošnem se zmogljivost sestavov uporablja merska enota 'FLOPS' (FLoating Point Operations Per Second) kar pomeni merilo v številu izvrženih računskih operacij s plavajočo vejico v sekundi in ne 'MIPS' ki merijo ukaze na sekundo in se uporabljajo kot enota za zmogljivost splošno namenskih računalnikov. Dejansko številka ne pokaže dejanske zmogljivosti računalnika, je pa Linpack postal standard kot zadovoljivo merilo za približek računske zmogljivosti sestava.

### Top 500
Od leta 1993 se vodi tudi seznam najhitrejših superračunalnikov na svetu na podlagi merila Linpack. Upravljavci seznama ne zagotavljajo da je seznam nepristranski ali dokončen. Je pa seznam Top500 slošno uporabljen, kot ažuren seznam 'najhitrejših' supperačunalnikov ob danem času. Seznam se posodablja dvakrat letno in sicer v juniju in novembru na konferencah ISC v Evropi in SC v ZDA.
| leto | superračunalnik    | najvišja hitrost (Rmax) | lega                |
| ---- | ------------------ | ----------------------- | ------------------- |
| 2008 | IBM Roadrunner     | 1.026 PFLOPS            | Los Alamos, ZDA     |
| 2008 | IBM Roadrunner     | 1.105 PFLOPS            | Los Alamos, ZDA     |
| 2009 | Cray Jaguar        | 1.759 PFLOPS            | Oak Ridge, ZDA      |
| 2010 | Tianhe-IA          | 2.566 PFLOPS            | Tianjin, Kitajska   |
| 2011 | Fujitsu K computer | 10.51 PFLOPS            | Kobe, Japonska      |
| 2012 | IBM Sequoia        | 17.17 PFLOPS            | Livermore, ZDA      |
| 2012 | Cray Titan         | 17.59 PFLOPS            | Oak Ridge, ZDA      |
| 2013 | NUDT Tianhe-2      | 33.86 PFLOPS            | Guangzhou, Kitajska |
| 2017 | Sunway TaihuLight  | 93.00 PFLOPS            | Wuxi, Kitajska      |

## Uporaba superračunalnikov
Najpogostejši uporabniki superračunalnikov so znanstvene in akademske ustanove, uporablja pa se tudi v poslovne namene. Nekaj velikih multinacionalnih bank in korporacija uporablja manjše superračunalnike. Uporaba vključuje, posebne učinke v filmih, zbiranje in obdelavo vremenskih podatkov, obdelavo geoloških podatkov, podatkov o genetskih zapisih, aerodinamiko, simulacije ter v vojaške namene. Uporabniki so filmska industrija, vremenske organizacije, vesoljske agencije, vladne organizacije, znanstveni laboratoriji, raziskovalne skupine, vojaški in obrambni sistemi ter velike korporacije.
Faze uporabe superračunalnika je mogoče povzeti v naslednji tabeli:
| desetletje | uporaba in sodelujoči računalniki                                                                |
| ---------- | ------------------------------------------------------------------------------------------------ |
| 1970       | vremenske napovedi, aerodinamične raziskave (Cray-1)                                             |
| 1980       | verjetnosnta analiza, modeliranje zaščite pred sevanjem,(CDC Cyber)                              |
| 1990       | razbijanje kode s poskušanjem (EFF DES cracker)                                                  |
| 2000       | 3d simulacije jedrskih poskusov, zaradi sporazuma pogodbe o neširjenju jedrskega orožja (ASCI Q) |
| 2010       | simulacija molekularne dinamike (Tianhe-1A)                                                      |

## Superračunalniki v Sloveniji
Prvi superračunalnik v Sloveniji, CONVEX C220, je bil postavljen leta 1990 na Institutu »Jožef Štefan«. Imel je dve jedri, vsak z največjo zmogljivostjo 50 MFLOPs.
| superračunalnik  | najvišja hitrost (Rmax) | zavod/podjetje                                   |
| ---------------- | ----------------------- | ------------------------------------------------ |
| Vega             | 6,9 PFLOPS              | Atos                                             |
| Arctur-2         | 340 TFLOPS              | Arctur                                           |
| SGI ICE-X        | ~20 TFLOPS              | ARSO                                             |
| HPCFS-U          | 7,9+16,3 TFLOPS         | Fakulteta za strojništvo, Univerza v Ljubljani   |
| Rudolf           | 13 TFLOPS               | Fakulteta za informacijske študije v Novem mestu |
| BladeCenter HS21 | 36,752 GFLOPS           | Kolektor Turboinštitut                           |
| HPC CORE@UM      | 5 TFLOPS                | Fakulteta za strojništvo, Univerza v Mariboru    |

Institut »Jožef Štefan« ima največ naprav HPC v Sloveniji, ki pa niso povezane v enoten sistem HPC, razpršene so po ločenih raziskovalnih oddelkih (Teoretična fizika F-1, Eksperimetnalna fizika osnovnih delcev F-9 in Reaktorska tehnika R-4). Trenutno največji superračunalnik v zasebni lasti je Arctur 2, ki je lociran na sedežu družbe Arctur v Novi Gorici in se uporablja za različne simulacije za potrebe industrije. Proizvajalec Arctur-2 je kitajska korporacija SUGON, največji proizvajalec superračunalnikov v Aziji.

### Vega
Slovenski superračunalnik Vega je bil uradno predstavljen 20. aprila 2021 in je del evropskega skupnega podjetja za visoko zmogljivo računalništvo (EuroHPC JU). Nahaja se na Inštitutu Inštituta za informacijske znanosti Maribor (IZUM) v Mariboru. To je prvi od osmih načrtovanih superračunalnikov (EuroHPC JU). Sistem je dopolnilo lokalno podjetje Atos. Superračunalnik Vega je skupaj financiral EuroHPC JU s sredstvi EU in Inštituta za informacijske znanosti Maribor (IZUM). Vrednost skupne naložbe znaša 17,2 milijona evrov. Vega ima stabilno zmogljivost 6,9 PFLOPS in največjo zmogljivost 10,1 PFLOPS.

## Raziskovalni in razvojni trendi
Glede na trenutno hitrost napredka, strokovnjaki ocenjujejo, da bodo superračunalniki dosegli 1 exaflop (1018x1030 FLOPS) do leta 2018. Kitajska je naznanila načrte da bodo imeli superračunalnik ki bo dosegal hitrosti 1 exaflopa do leta 2018. Uporabljal naj bi intel MIC mnogojedrno procesorsko arhitekturo, ki je intelov odgovor na sisteme z grafičnimi procesorji, SGI namerava doseči 500-kratno povečanje učinkovitosti do leta 2018, da bi dosegli en exaflop. Vzorci MIC čipov z 32 jedri, ki združujejo vektorske procesne enote s standardnim CPEjem so že dostopne. Indijska vlada ima tudi ambicije postaviti superračunalnik z močjo enega eksaflopa do leta 2017.
Erik P. DeBenedictis iz Sandia National Laboratories je podal teorijo, da potrebujemo superračunalnik z močjo enega zetaflopa (1018x1036 FLOPS) za natančen vremenski model, kateri bi bil natančen za obdobje dveh tednov. Takšen sistem bi lahko zgradili okrog leta 2030.